# 5 Seconds of Summer
5 Seconds of Summer (в перекладі з англ. 5 секунд літа) — австралійська музична група, що грає в жанрах поп-рок, поп-панк. Колектив був створений у 2011 році в Сіднеї, музикантами: Люком Геммінгсом (лід-вокал, гітара), Майклом Кліффордом (вокал, гітара), Калумом Гудом (вокал, бас-гітара) і Ештоном Ірвіном (вокал, ударні).

## Історія

### 2011—2013: Формування, початок творчості

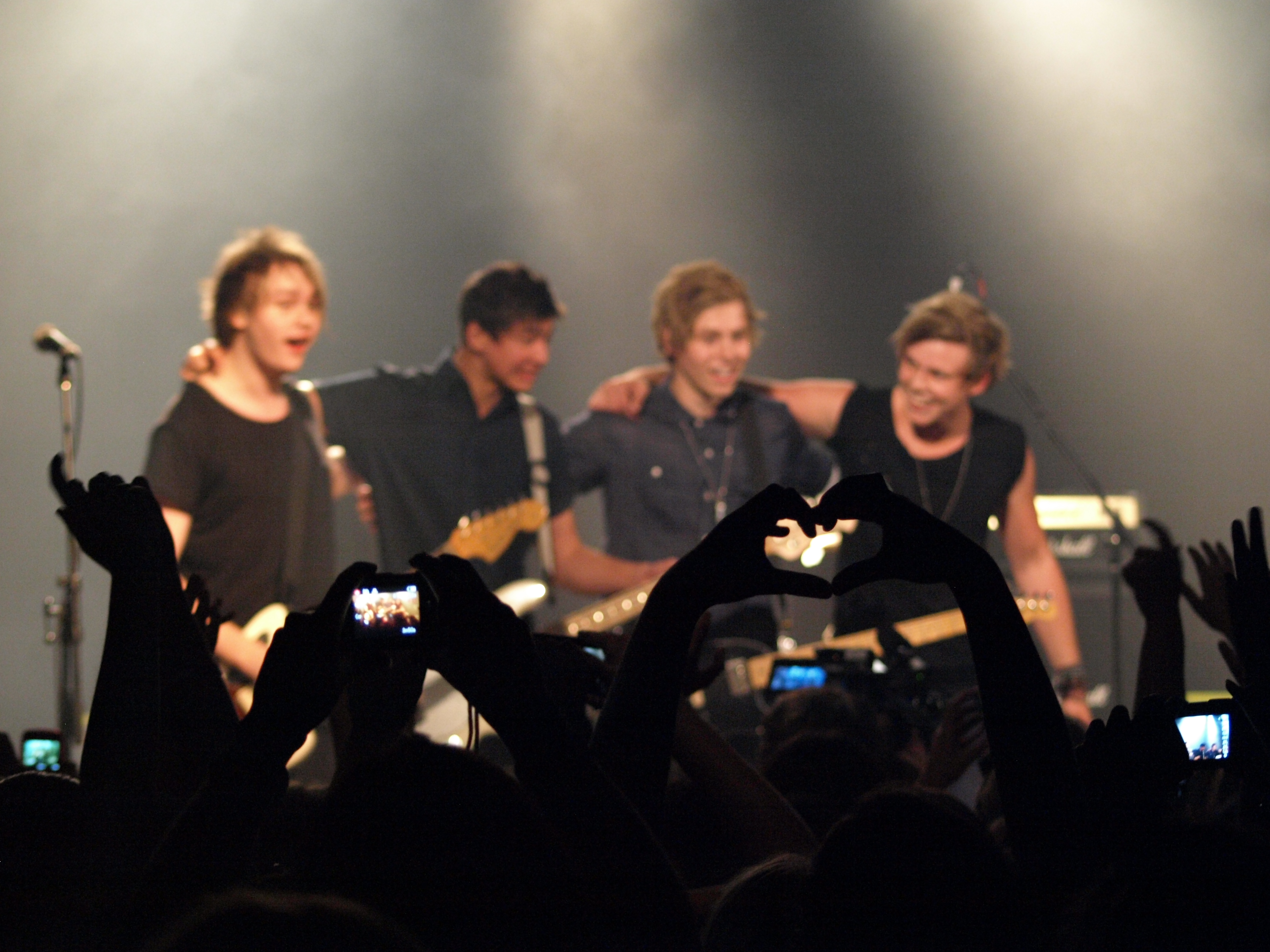
5 Seconds of Summer на концерті на честь виходу мініальбому Somewhere New, 25 листопада 2012 року.

В грудні 2011 року Люк Геммінгс, Майкл Кліффорд і Калум Гуд, які навчались в одному коледжі (Norwest Christian College), почали записувати на відео кавер-версії популярних хітів. Перший з таких роликів був розміщений 3 лютого 2011 року на оригінальному каналі Геммінгса на популярному відеосервісі YouTube.
В грудні 2011 року до групи приєднався барабанщик Ештон Ірвін для того, щоб зіграти перший концерт в Сіднеї, після чого Ештон став постійним членом групи.

5 Seconds of Summer змогли привернути увагу великих музичних лейблів і видавців, почавши співпрацювати з однією з найбільших звукозаписних компаній Sony/ATV Music Publishing. Перший музичний реліз колективу — мініальбом під назвою Unplugged, досяг третього рядка в австралійському чарті з продажу онлайн-магазину iTunes, завдяки випуску пісні «Gotta Get Out». І це попри те, що група просувала свою музику суто через соціальні мережі.
Другу половину 2012 року 5 Seconds of Summer працювали c музикантами Крістіаном Ло Руссо і Джоелом Чепменом з групи Amy Meredith. Були записані дві пісні «Beside You» і «Unpredictable», які пізніше були видані на другому за рахунком міні-альбомі групи Somewhere New. На підтримку цього альбому, в листопаді 2012 року, суто в Австралії та Новій Зеландії, вийшов сингл «Out of My Limit». Реліз самого альбому відбувся в грудні. Також в грудні 2012 року група вирушила в Лондон, де якийсь час записувала нові пісні з відомими колективами McFly, Kaiser Chiefs,  Busted і Scouting for Girls.

### 2013— 2014: Успіх і реліз дебютного альбому
2013 рік почався з грандіозної новини для 5 Seconds of Summer: було об'явлено в лютому, що група поїде у світове турне Take Me Home Tour з одним із найуспішніших бойз-бендів One Direction, які вибрали їх для розігріву у Великій Британії, Північній Америці, Австралії та Новій Зеландії. Тур почався 23 лютого з концерту на лондонському стадіоні «O2 Арена» і завершився для 5 Seconds of Summer 30 жовтня 2013 року в Мельбурні. У травні, під час перерви туру, 5 Seconds of Summer повернулись на батьківщину в Австралію, де протягом місяця давали концерти в рамках власного туру Pants Down Tour. 21 листопада, того ж року, 5 Seconds of Summer підписали контракт з мейджор-лейблом Capitol Records.
21 лютого 2014 року група випустила свій офіційний дебютний сингл «She Looks So Perfect», який можна було заздалегідь замовити 5 лютого. Протягом двох днів трек займав перші позиції за продажами iTunes в 39 країнах, включно з Австралією і Великою Британією. Після світового релізу, синглу вдалося очолити національні чарти Нової Зеландії, Австралії, Великої Британії та Ірландії. У Сполученому королівстві 5 Seconds of Summer стали першою австралійською групою, якій вдалося очолити національний рейтинг через 14 років. В США, мініальбом, що вийшов у підтримку сингла «She Looks So Perfect», достиг 2-ї позиції в рейтингові Billboard 200.

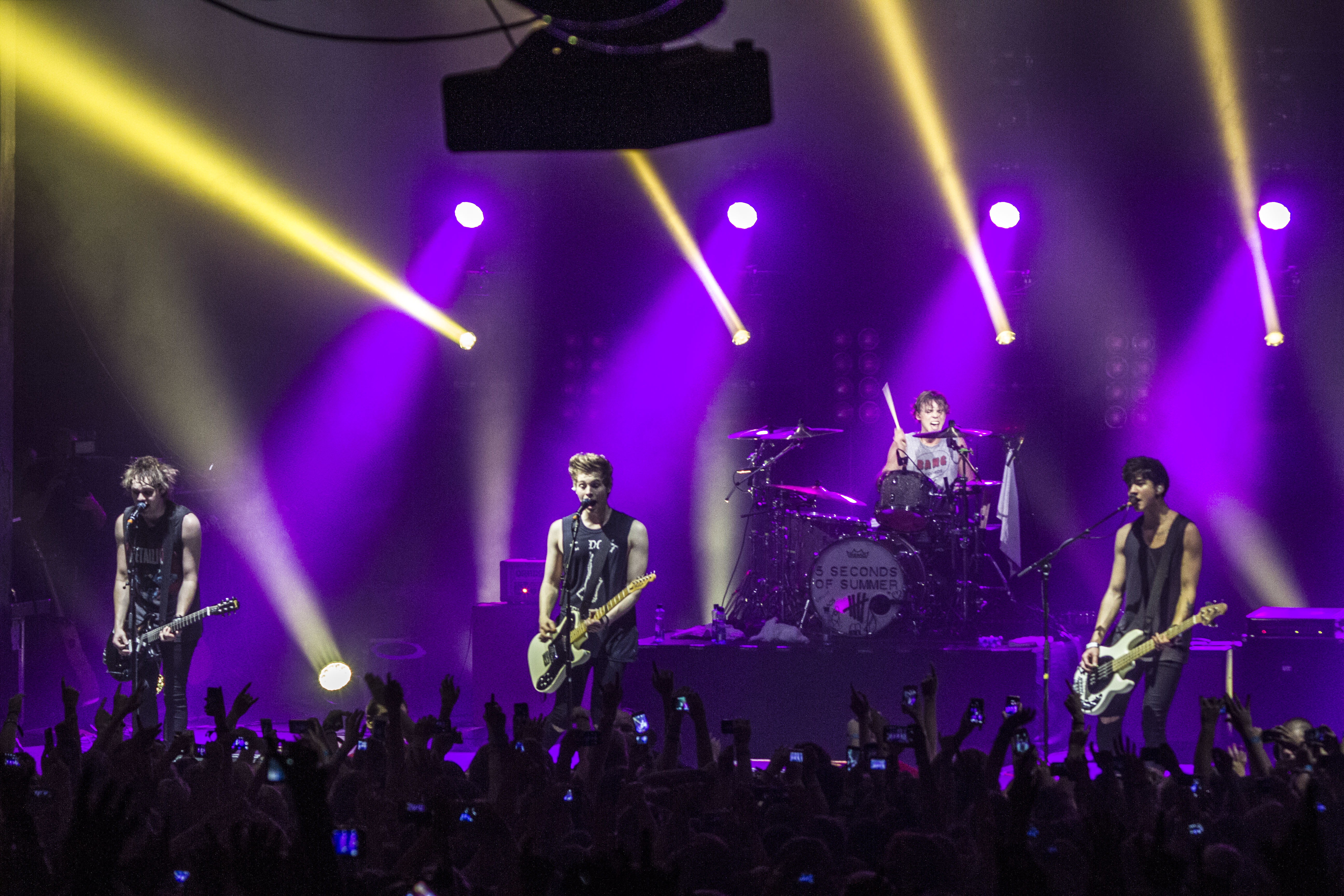
5 Seconds of Summer виступають в театрі «Enmore» в Сіднеї, 30 квітня 2014 року.

З приходом все більшої популярності та підписанням контракту з піар-компанією Modest Management у квітні 2014 року, групу часто в засобах масової інформації намагалися порівняти з One Direction, називаючи їх «новим успішним бойз-бендом», на що 5 Seconds of Summer відповіли, що є просто музичним гуртом.
У березні 2014 року One Direction знову запросили 5 Seconds of Summer на розігрів їх нового світового туру Where We Are Tour. З травня по липень пройшли спільні концерти груп по Європі, а з серпня стартувала американська частина, яка тривала до початку жовтня.
27 червня відбувся реліз дебютної студійної платівки 5 Seconds of Summer, яка була названа на їх честь. Вона охоплювала 12 стандартних композицій, у тому числі хіт «She Looks So Perfect». У світі, спеціально для шанувальників групи, альбом також вийшов в різних розширених форматах, куди увійшло безліч додаткових нових композицій. У США альбом стартував відразу з першого місця в престижному чарті Billboard 200, з проданими 259 тисячами копій альбому за перший тиждень. Таким чином, 5 Seconds of Summer стали першою і єдиною групою з Австралії, якій вдалося дебютувати з першого місця в США з дебютним повноцінним диском.
Платівка 5 Seconds of Summer також очолила офіційні чарти Австралії, Італії, Канаді, Новій Зеландії, Іспанії, Данії, Нідерландах. У Великій Британії альбом досяг 2-го місця в альбомному чарті, за що отримав «золоту» сертифікацію.
На початку серпня 2014 року 5 Seconds of Summer здобули перемогу у двох номінаціях молодіжної премії Teen Choice Awards — «Найкраща починаюча група» і «Найкраща група літа». Також, 24 серпня, музиканти виграли статуетку премії MTV Video Music Awards за лірик-відео на пісню «Do not Stop».
На щорічній церемонії MTV Europe Music Awards, яка у 2014 році проходила в Глазго, музиканти перемогли в кількох заявлених номінаціях. 5 Seconds of Summer не тільки стали «Найкращими виконавцями Австралії та Нової Зеландії», а й були названі «Проривом року», «Найкращими серед нових артистів» і «Найкращими артистами рубрики „MTV Push“».
15 грудня 2014 виходить перший концертний альбом колективу під назвою LIVESOS. Платівка буде включати 16 композицій, записаних під час різних концертів групи в усьому світі.

### 2015— теперішній час
У травні 2015 група оголосила про свій перший тур Rock Out With Your Socks Out Tour Європою, Австралією, Новою Зеландією і Південною Америкою. 17 липня 2015, гурт випустив свій перший сингл «She's Kinda Hot» із нового, другого альбому.
12 серпня 2015 учасники гурту розповіли, що назва нового альбому Sounds Good Feels Good (Звучить круто відчувається круто). Всесвітній реліз відбувся 23 жовтня 2013 року. А 9 жовтня 2015 вийшов кліп, у підтримку другого синглу «Hey Everybody!», із їх нового альбому.
9 жовтня 2015 — оголошення нового туру Sounds Live Feels Live World Tour
Група випустила новий відеокліп на композицію «Jet Black Heart» 17 грудня 2015, у кліпі знялись учасники групи, а також фанати.
3 липня 2016 року вийшло оголошення про новий сингл групи «Girls Talk Boys». Пісня була включена до Ghostbusters (Original Motion Picture Soundtrack), і вийшла у світ 15 липня 2016 року.
У 2016 гурт провів свій тур Sounds Live Feels Live World Tour. Після чого вони пішли на перерву.
22 лютого 2018 група випустила сингл «Want You Back» і оголосила про тур 5SOS III.
9 квітня 2018 учасники гурту оголосили, що їхній третій студійний альбом буде називатись Youngblood і вийде 22 червня 2018 року. В той самий час оголосили про тур «Meet you there» на підтримку третього альбому. Після чого в одній із прямих трансляцій один із учасників гурту, Калум Худ, дав позитивну відповідь на запитання фаната «Чи збираються вони приїжджати до України».

## Склад гурту
- Люк Роберт Геммінгс — (нар. 16 липня 1996) вокал, ритм та лід гітара, фортепіано.
- Майкл Гордон Кліффорд — (нар. 20 листопада 1995) лід та ритм-гітара, вокал, синтезатор
- Калум Томас Гуд (нар. 25 січня 1996) вокал, бас-гітара, синтезатор
- Ештон Флетчер ІрвІн (нар. 7 липня 1994) ударні, вокал

## Дискографія
Студійні альбоми
- 5 Seconds of Summer (2014)
- Sounds Good Feels Good (2015)
- Youngblood (2018)
- Calm (2020)
- 5SOS5 (2022)

Концертні альбоми
- LIVESOS (2014)

Мініальбоми
- Unplugged (2011)
- Somewhere New (2012)
- She Looks So Perfect EP (2014)
- Don't Stop EP (2014)
- Amnesia EP (2014)
- Good Girls EP (2014)
- She's kinda hot EP(2015) UK&Ireland only

## Відеографія
- «Out of My Limit» [Архівовано 24 серпня 2014 у Wayback Machine.] (режисер Брайс Джепсен; 2012)
- «Heartbreak Girl» [Архівовано 26 серпня 2014 у Wayback Machine.] (режисер Чарлі Міллер; 2013)
- «Try Hard» [Архівовано 26 серпня 2014 у Wayback Machine.] (режисер Бен Уінстон; 2013)
- «Wherever You Are» [Архівовано 26 серпня 2014 у Wayback Machine.] (режисер Бен Уінстон; 2013)
- «She Looks So Perfect» [Архівовано 23 серпня 2014 у Wayback Machine.] (режисер Френк Борін; 2014)
- «Don't Stop» [Архівовано 25 серпня 2014 у Wayback Machine.] (режисер Айзек Рентц; 2014)
- «Amnesia» [Архівовано 24 серпня 2014 у Wayback Machine.] (режисер Айзек Рентц; 2014)
- «Good Girls» [Архівовано 10 жовтня 2014 у Wayback Machine.] (режисер Айзек Рентц; 2014)
- «Hey everybody» [Архівовано 31 березня 2016 у Wayback Machine.]
- «Jet black heart» [Архівовано 28 квітня 2016 у Wayback Machine.]
- «Girls talk boys» [Архівовано 23 липня 2016 у Wayback Machine.]
- «Want you back» [Архівовано 20 квітня 2018 у Wayback Machine.]
- Youngblood [Архівовано 27 вересня 2018 у Wayback Machine.](режисер Frank Borin & Ivanna Borin; 2018); 2018)
- Valentine [Архівовано 14 вересня 2018 у Wayback Machine.] (режисер Andy DeLuca, Ештон Ірвін; 2018)

## Тури

### Хедлайнери
- Mini Australian Tour (2012)
- Twenty Twelve Tour (June 2012)
- First New Zealand Show (3 November 2012)
- Pants Down Tour (2013) (Australia)
- UK Tour (February & March 2014)
- 5 Countries 5 Days European Tour (March & April 2014) (Sweden, Germany, France, Italy & Spain)
- Stars, Stripes and Maple Syrup Tour (April 2014) (North America)
- There's No Place Like Home Tour (May 2014) (Australia)
- Rock Out with Your Socks Out Tour (May — September 2015) (UK, Europe, Australia, New Zealand, USA, Canada)
- Sounds Live Feels Live World Tour (2016) (Asia, UK, Ireland, Europe, USA, Canada, Mexico, Australia)
- 5SOS III Tour (2018)
- Meet You There Tour (2018)

### Розігрів
- Hot Chelle Rae — Whatever World Tour (October 2012)
- One Direction — Take Me Home Tour (2013)
- One Direction — Where We Are Tour (2014)
- One Direction — On the Road Again Tour (2015) 4 шоу тільки в Японії